# Schönsittich
Der Schönsittich oder auch Türkissittich (Neophema pulchella) gehört innerhalb der Familie der Papageien (Psittaciformes) zur Gattung der Grassittiche (Neophema).

## Beschreibung

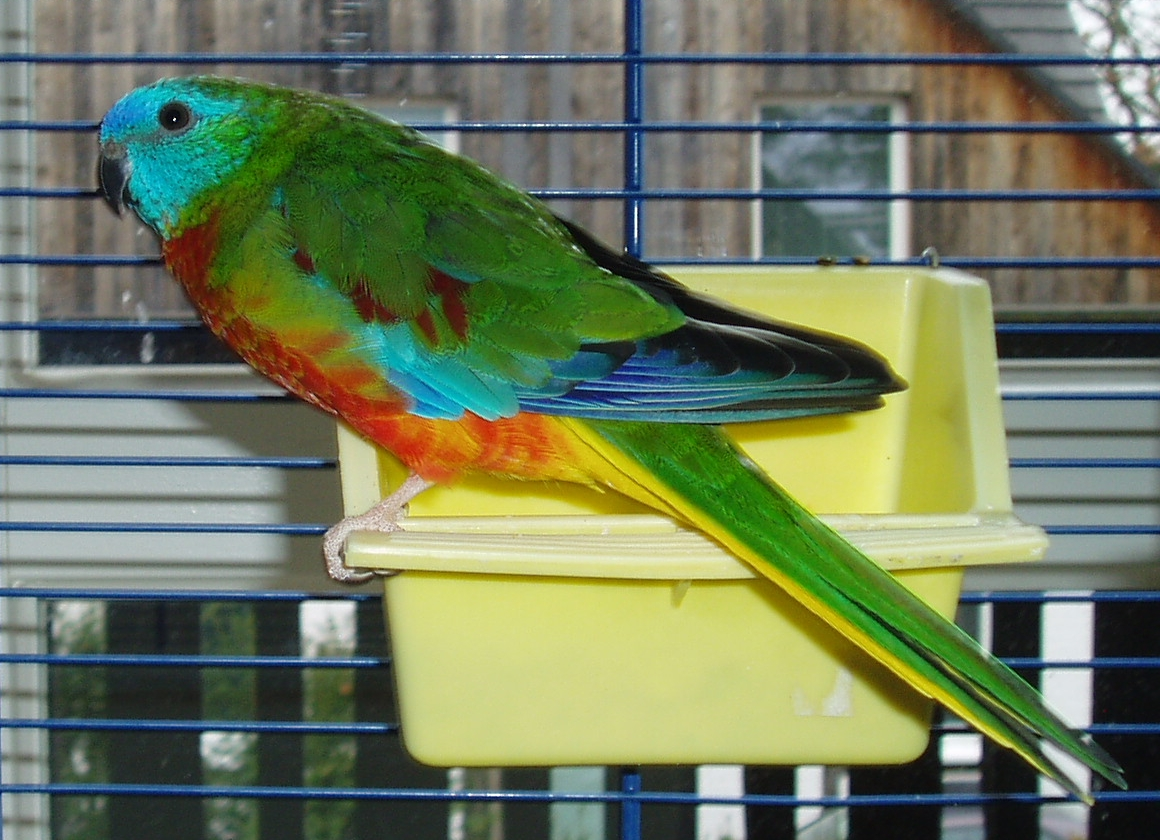
Schönsittichhahn, rotbrust

Der Schönsittich erreicht eine Größe von 20 cm und ein Gewicht von etwa 37 bis 46 Gramm. Die Geschlechter unterscheiden sich insbesondere in der Färbung.
Das Männchen ist überwiegend grün und rot. Die Flügeldecken sind türkisblau (deswegen auch der weniger verbreitete Name Türkissittich), die unteren Flügeldecken und der Rand der Schwungfedern sind dunkelblau gefärbt. Brust und Bauch erstrahlen in einem Gelb oder auch in Orangerot. Des Weiteren gibt es spezielle Züchtungen mit Farbabweichungen, z. B. mit besonders roter Brust (siehe Bild). Der Schnabel ist schwarz oder dunkelgrau. Die Farbe der Iris ist braun. Weibchen sind insgesamt matter gefärbt und weisen am Vorderkopf weniger Blau auf. Der Lauf ist rosafarben, die Krallen schwarz. Zwischen Auge und Nase ist ein heller Streifen.
Jungvögel ähneln den adulten Weibchen. Sie unterscheiden sich von ausgewachsenen und geschlechtsreifen Schönsittichen zunächst durch einen gelben Schnabel. Dieser nimmt jedoch sehr schnell die grauschwarze Färbung erwachsener Schönsittiche an.
Die Lebenserwartung beträgt etwa 10 – 12 Jahre, als Haustier muss man von einer Lebenserwartung von bis zu 10 Jahren ausgehen. Unter guten Bedingungen in Außenvolieren oder zur Zucht können die Vögel bis ca. 15 Jahre alt werden. In Einzelfällen haben manche Exemplare in Wohnungshaltung ein Alter von über 20 Jahren erreicht.

## Verbreitung
Das natürliche Verbreitungsgebiet erstreckt sich über die südlichen und östlichen Landesteile Australiens. Sie bevorzugen Wald- und Felsengebiete mit üppiger Vegetation. Auch in Flusstälern sind sie häufig anzutreffen, wo man sie beim Trinken beobachten kann. Tagsüber halten sie sich vorwiegend in Bäumen auf.

## Nahrung
Die Nahrung der Schönsittiche besteht hauptsächlich aus Sämereien. Sie nehmen aber auch Insekten und deren Larven zu sich. Auf Nahrungssuche gehen sie üblicherweise am Boden. Besonders aktiv bei der Nahrungssuche sind sie in den Morgen- und Abendstunden. Die Nahrungsplätze werden in kleinen Gruppen aufgesucht.

## Fortpflanzung
Die Geschlechtsreife wird mit etwa 1 Jahr erreicht. Die Brutzeit beginnt im August. Die Nester werden gewöhnlich in Astlöchern oder Baumstämmen errichtet. Das Weibchen legt 4 oder 5 Eier, die sie alleine über einen Zeitraum von 21 Tagen ausbrütet. Die Nestlingszeit der Jungvögel beträgt etwa 30 Tage. Die Familienverbände bleiben aber noch einige Zeit zusammen. Das Gefieder der Jungvögel weist ab dem 5. Lebensmonat die volle Ausfärbung auf.

## Belege